# 土井隆義
土井 隆義（どい たかよし、男性、1960年7月17日 - ）は、日本の社会学者。筑波大学人文社会系教授。専門は犯罪社会学、法社会学、逸脱行動論、社会問題論。

## 略歴
1960年に山口県に生まれる。筑波大学第一学群卒業、大阪大学大学院人間科学研究科博士後期課程中退。2004年大阪大学より博士（人間科学）の学位を取得、学位論文の題は、「＜非行少年＞の消滅 ： 個性神話と少年犯罪」。
筑波大学社会・国際学群社会学類で教鞭を執る。

## 活動
過去の非行少年による逸脱行動とは一線を画す昨今の暴発型の少年犯罪を社会学的に分析した『＜非行少年＞の消滅 -個性神話と少年犯罪-』（信山社出版）で注目を集めた。同書の中で土井は、昨今の少年犯罪を後期近代社会（ポストモダン）に生じた“自分らしさ”や“個性”が過剰に指向されている現代日本の病理として考察した（関連項目)。ちなみに、土井は同書の理論的下敷きとなった「『社会』を喪失した子どもたち」と「社会病理としての個性化」という論文で2003年に犯罪学の優れた論文を表彰する菊田クリミノロジー推奨賞を受賞した。
少年犯罪の分野における社会の少年に対する眼差しの変化等を通じて“異質の包摂から排除”を指向する現在日本について考察しており、いじめの問題に関してもしばしば言及している。

## 用語
（新しい）宿命主義
教育社会学者の苅谷剛彦のいう「意欲格差（インセンティブ・ディバイド）」が進行する中で、人生は生まれ持った素質によってすべて決定されているのだと信じ込む若者の心性のこと。前近代的な宿命主義では「非合理的な」身分制度によって個人の人生が規定されてしまっていた面があるが、この新しい宿命主義では才能・素質という「（一見すると）合理的な」ものによって人生が規定されていると信じ込まれている。
優しい関係
若者同士のコミュニケーションに頻繁に見られる作法で、摩擦や衝突を神経質に回避しようとする傾向のこと。哲学者のアルトゥル・ショーペンハウアーの寓話であるヤマアラシのジレンマと似た概念。
内キャラ／外キャラ
個人の内面に存在する（と信じられる）絶対的な性格を「内キャラ」といい、周囲からの評価・期待に適応する形で半ば演技的に振舞われる性格を「外キャラ」という。キャラ (コミュニケーション)#キャラとアイデンティティも参照。

## 著書

### 単著
- 『非行少年の消滅 - 個性神話と少年犯罪』（信山社出版、2003年） ISBN 4797222743
- 『「個性」を煽られる子どもたち - 親密圏の変容を考える』（岩波書店<岩波ブックレット633>、2004年） ISBN 4000093339
- 『友だち地獄 - 「空気を読む」世代のサバイバル』 （筑摩書房<ちくま新書710>、2008年） ISBN 9784480064165
- 『キャラ化する/される子どもたち - 排除型社会における新たな人間像』（岩波書店<岩波ブックレット759>、2009年） ISBN 4000094599
- 『人間失格？ - 「罪」を犯した少年と社会をつなぐ』 （日本図書センター、2010年） ISBN  4284304437
- 『若者の気分 - 少年犯罪〈減少〉のパラドクス』（岩波書店、2012年） ISBN 4000284568
- 『つながりを煽られる子どもたち - ネット依存といじめ問題を考える』（岩波書店<岩波ブックレット903>、2014年） ISBN 4002709035

### 共編著
- 『社会構築主義のスペクトラム - パースペクティブの現在と可能性』 （共編者は中河伸俊、北沢毅）（ナカニシヤ出版、2001年） ISBN 4888486441
- 『「若者の現在」労働』 （共編者は小谷敏、芳賀学、浅野智彦）（日本図書センター、2010年） ISBN 4284502018
- 『「若者の現在」政治』 （共編者は小谷敏、芳賀学、浅野智彦）（日本図書センター、2011年） ISBN 4284502026